# سيمون كيربي
سيمون كيربي (بالإنجليزية: Simon Kirby)‏ هو سياسي بريطاني، ولد في 22 ديسمبر 1964 في هيستينغز في المملكة المتحدة. حزبياً، نشط في حزب المحافظين. في انتخابات المملكة المتحدة لعام 2010، انتخب عضو برلمان المملكة المتحدة الـ55 عن دائرة برايتون، كيمبتاون وقد انضم خلال فترته النيابية ‏ (6 مايو 2010 – 30 مارس 2015) للكتلة البرلمانية حزب المحافظين وفي الانتخابات العامة في المملكة المتحدة 2015، انتخب عضو برلمان المملكة المتحدة الـ56 عن دائرة برايتون، كيمبتاون وقد انضم خلال فترته النيابية ‏ (8 مايو 2015 – 3 مايو 2017) للكتلة البرلمانية حزب المحافظين.

## وصلات خارجية
- الموقع الرسمي